# 紹貝恩貝格山
47°56′17″N 13°20′21″E / 47.938026°N 13.339294°E
紹貝恩貝格山（德語：Schoibernberg），是奧地利的山峰，位於該國北部，由上奧地利州負責管轄，屬於薩爾茲卡默古特山脈的一部分，海拔高度883米，每年平均降雨量1,894毫米。